# Neauphe-sur-Dive
Neauphe-sur-Dive est une commune française, située dans le département de l'Orne en région Normandie, peuplée de 132 habitants (les Neauphéens ou Nelphéens).

## Géographie
| Écorches               | Écorches               | Les Champeaux          |
| Écorches, Trun         | Neauphe-sur-Dive       | Coudehard              |
| Trun, Tournai-sur-Dive | Saint-Lambert-sur-Dive | Saint-Lambert-sur-Dive |

### Hydrographie
La commune est située dans le bassin Seine-Normandie. Elle est drainée par la Dives, le Foulbec, des bras de la Dives, le cours d'eau 01 de la commune de Saint-Lambert-sur-Dive, le fossé 01 du Bas Rouvrais, le fossé 01 du Bocage, le fossé 02 de la commune de Saint-Lambert-sur-Dive, le fossé 02 du Theil, le fossé 03 de la commune de Saint-Lambert-sur-Dive, le ruisseau de Besion et  et un autre petit cours d'eau.
La Dives, d'une longueur de 105 km, prend sa source dans la commune de Gouffern en Auge et se jette  dans la baie de Seine en limite de Cabourg et de Dives-sur-Mer, après avoir traversé 34 communes. Les caractéristiques hydrologiques de la Dives sont données par la station hydrologique située sur la commune de Saint-Ellier-les-Bois. Le débit moyen mensuel est de 0,466 m3/s. Le débit moyen journalier maximum est de 10,3 m3/s, atteint lors de la crue du 28 décembre 1999. Le débit instantané maximal est quant à lui de 13,6 m3/s, atteint le 25 mars 2001.

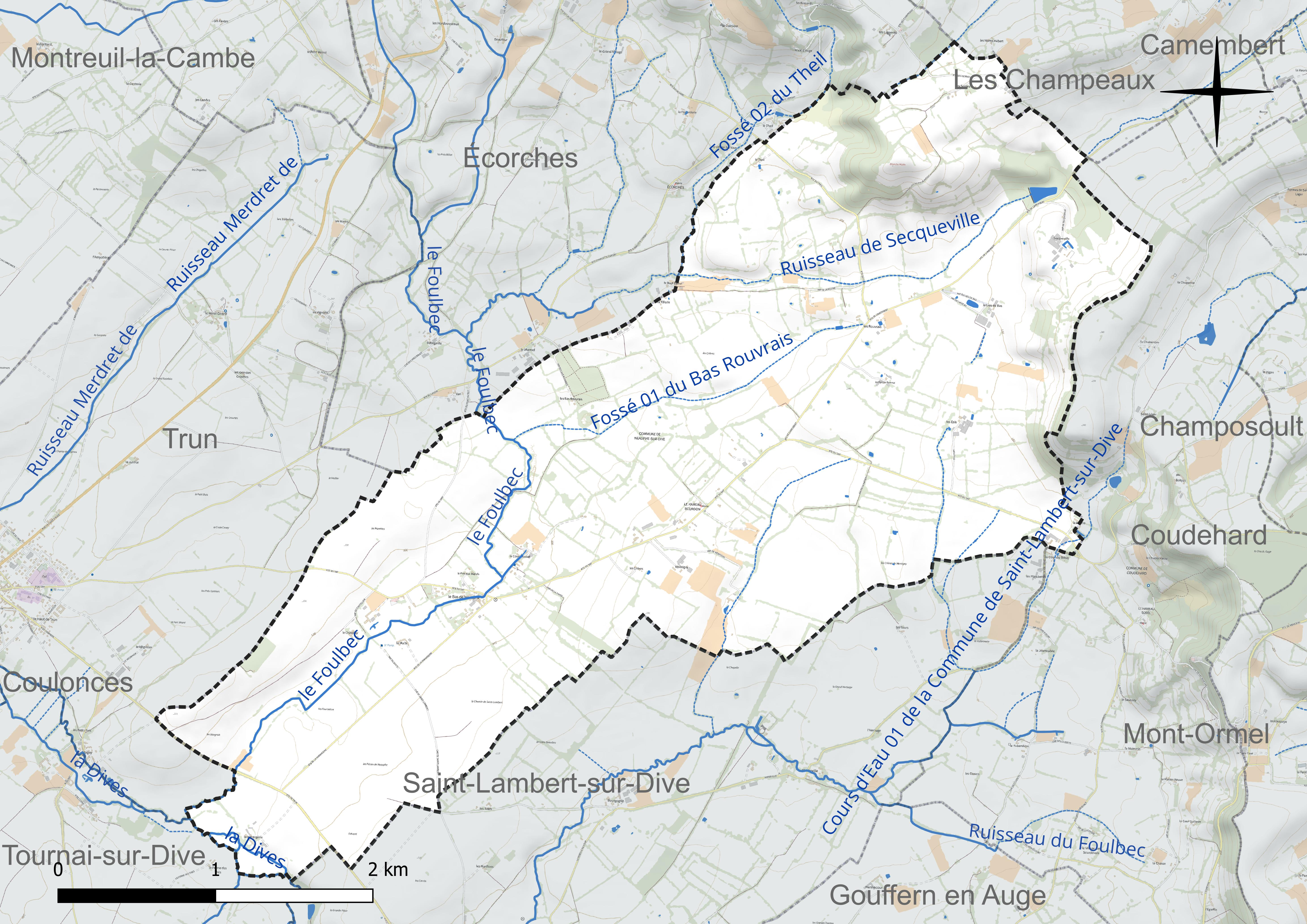
Réseau hydrographique de Neauphe-sur-Dive.

### Climat
Pour des articles plus généraux, voir Climat de la Normandie et Climat de l'Orne.
En 2010, le climat de la commune est de type climat océanique altéré, selon une étude du CNRS s'appuyant sur une série de données couvrant la période 1971-2000. En 2020, Météo-France publie une typologie des climats de la France métropolitaine dans laquelle la commune est exposée à un climat océanique et est dans la région climatique Normandie (Cotentin, Orne), caractérisée par une pluviométrie relativement élevée (850 mm/a) et un été frais (15,5 °C) et venté. Parallèlement le GIEC normand, un groupe régional d’experts sur le climat, différencie quant à lui, dans une étude de 2020, trois grands types de climats pour la région Normandie, nuancés à une échelle plus fine par les facteurs géographiques locaux. La commune est, selon ce zonage, exposée à un « climat des plateaux abrités », correspondant à la plaine agricole de Caen à Falaise, sous le vent des collines de Normandie et proche de la mer, se caractérisant par une pluviométrie et des contraintes thermiques modérées.
Pour la période 1971-2000, la température annuelle moyenne est de 10,4 °C, avec une amplitude thermique annuelle de 13,2 °C. Le cumul annuel moyen de précipitations est de 712 mm, avec 12,4 jours de précipitations en janvier et 7,5 jours en juillet. Pour la période 1991-2020, la température moyenne annuelle observée sur la station météorologique la plus proche, située sur la commune du Pin-au-Haras à 12 km à vol d'oiseau, est de 10,6 °C et le cumul annuel moyen de précipitations est de 756,3 mm,. Pour l'avenir, les paramètres climatiques de la commune estimés pour 2050 selon différents scénarios d’émission de gaz à effet de serre sont consultables sur un site dédié publié par Météo-France en novembre 2022.

## Urbanisme

### Typologie
Au 1er janvier 2024, Neauphe-sur-Dive est catégorisée commune rurale à habitat très dispersé, selon la nouvelle grille communale de densité à sept niveaux définie par l'Insee en 2022.
Elle est située hors unité urbaine. Par ailleurs la commune fait partie de l'aire d'attraction d'Argentan, dont elle est une commune de la couronne,. Cette aire, qui regroupe 50 communes, est catégorisée dans les aires de moins de 50 000 habitants,.

### Occupation des sols
L'occupation des sols de la commune, telle qu'elle ressort de la base de données européenne d’occupation biophysique des sols Corine Land Cover (CLC), est marquée par l'importance des territoires agricoles (100 % en 2018), une proportion identique à celle de 1990 (100 %). La répartition détaillée en 2018 est la suivante : 
terres arables (47,7 %), prairies (42,1 %), zones agricoles hétérogènes (10,2 %). L'évolution de l’occupation des sols de la commune et de ses infrastructures peut être observée sur les différentes représentations cartographiques du territoire : la carte de Cassini (XVIIIe siècle), la carte d'état-major (1820-1866) et les cartes ou photos aériennes de l'IGN pour la période actuelle (1950 à aujourd'hui).

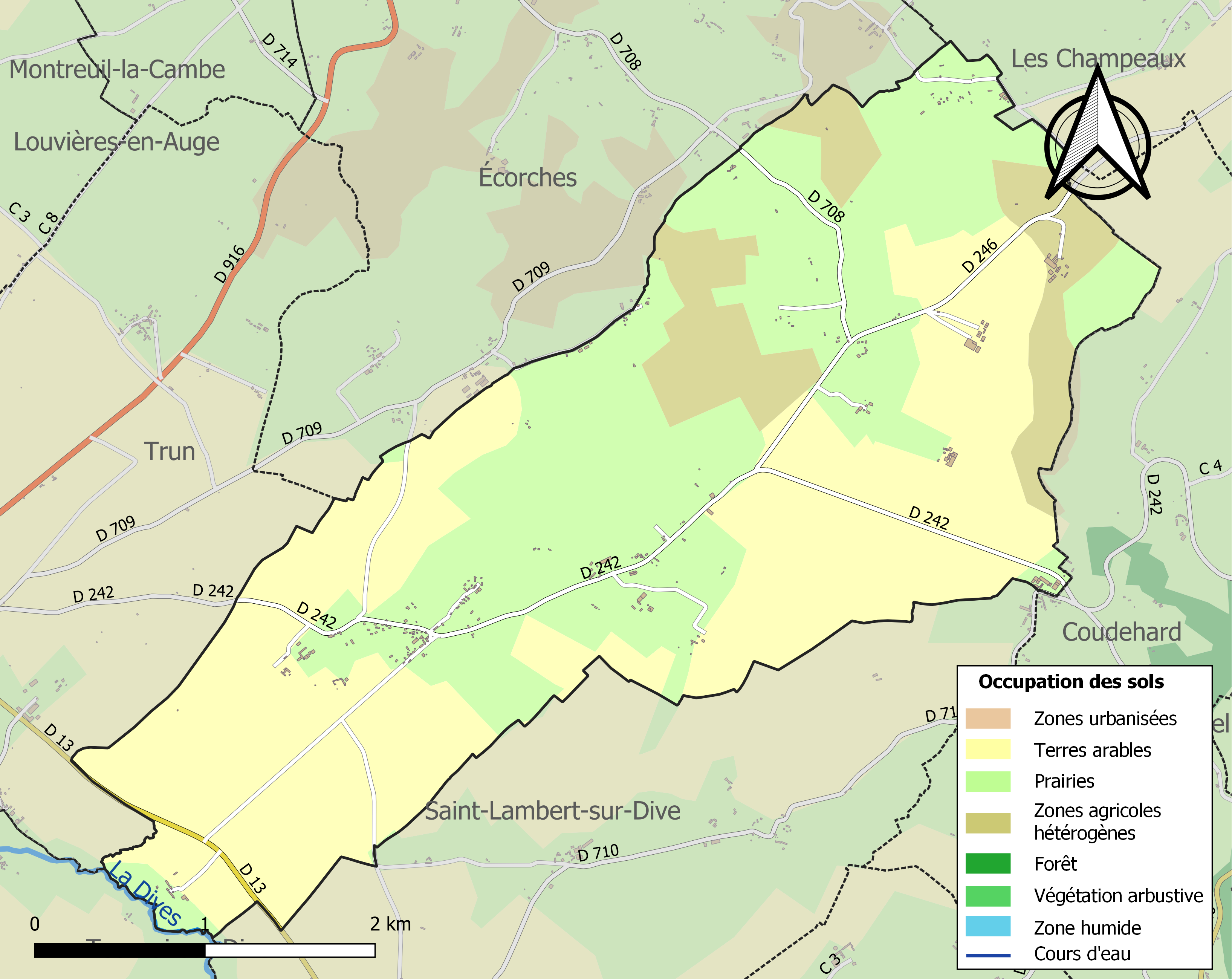
Carte des infrastructures et de l'occupation des sols de la commune en 2018 (CLC).

## Toponymie
Le nom de la localité est attesté sous la forme Nealpha en 1373[réf. nécessaire].
Possible origine dans les germaniques alach, alah, alcha, « temple », et nev, nivi, « nouveau »,.

Neauphle est un type toponymique commun au nord-ouest de la France. Il apparaît sous différentes formes recensées par Albert Dauzat et Charles Rostaing à l'article Neaufles-Saint-Martin : Neauphle (Île-de-France), Neaufles (Eure), Neauphe (Basse-Normandie), Niafles (Mayenne).
La graphie désuète Dive pour Dives a été conservée dans le nom des communes ornaises (Saint-Lambert-sur-Dive, Tournai-sur-Dive).

## Politique et administration
| Période                                  | Période      | Identité         | Étiquette | Qualité      |
| ---------------------------------------- | ------------ | ---------------- | --------- | ------------ |
| ?                                        | mars 2001    | Bernard Appert   |           |              |
| mars 2001                                | mars 2008    | Pierre Mallet    | SE        |              |
| mars 2008                                | juillet 2020 | Gérard Guth      | SE        | Agriculteur  |
| juillet 2020                             | En cours     | Catherine Appert | SE        | Agricultrice |
| Les données manquantes sont à compléter. |              |                  |           |              |

Le conseil municipal est composé de onze membres dont le maire et deux adjoints.

## Démographie
L'évolution du nombre d'habitants est connue à travers les recensements de la population effectués dans la commune depuis 1793. Pour les communes de moins de 10 000 habitants, une enquête de recensement portant sur toute la population est réalisée tous les cinq ans, les populations de référence des années intermédiaires étant quant à elles estimées par interpolation ou extrapolation. Pour la commune, le premier recensement exhaustif entrant dans le cadre du nouveau dispositif a été réalisé en 2005.
En 2022, la commune comptait 132 habitants, en évolution de −2,22 % par rapport à 2016 (Orne : −3,21 %, France hors Mayotte : +2,11 %).
Au premier recensement républicain, en 1793, Neauphe comptait 528 habitants, population jamais atteinte depuis.
| 1793 | 1800 | 1806 | 1821 | 1836 | 1841 | 1846 | 1851 | 1856 |
| ---- | ---- | ---- | ---- | ---- | ---- | ---- | ---- | ---- |
| 528  | 487  | 434  | 418  | 450  | 443  | 445  | 449  | 431  |

| 1861 | 1866 | 1872 | 1876 | 1881 | 1886 | 1891 | 1896 | 1901 |
| ---- | ---- | ---- | ---- | ---- | ---- | ---- | ---- | ---- |
| 414  | 369  | 284  | 280  | 303  | 268  | 254  | 236  | 246  |

| 1906 | 1911 | 1921 | 1926 | 1931 | 1936 | 1946 | 1954 | 1962 |
| ---- | ---- | ---- | ---- | ---- | ---- | ---- | ---- | ---- |
| 218  | 256  | 234  | 258  | 214  | 264  | 278  | 245  | 240  |

| 1968 | 1975 | 1982 | 1990 | 1999 | 2005 | 2006 | 2010 | 2015 |
| ---- | ---- | ---- | ---- | ---- | ---- | ---- | ---- | ---- |
| 217  | 200  | 142  | 147  | 134  | 138  | 137  | 143  | 132  |

| 2020 | 2022 | - | - | - | - | - | - | - |
| ---- | ---- | - | - | - | - | - | - | - |
| 136  | 132  | - | - | - | - | - | - | - |

## Lieux et monuments
- Église Saint-Martin d'origine romane. Un tableau et le retable du croisillon nord, comprenant lui-même un tableau, le tout du XVIIe siècle, sont classés au titre objets aux monuments historiques[35].
- Motte féodale des Bas Rouvrais (site inscrit 24 juillet 1968)[36].
- Camp romain au lieu-dit Cour du Bois[36].